# Пылающий храм
«Пылающий храм» (кит. 火燒少林寺) — фильм с боевыми искусствами Джозефа Го.

## Сюжет
В конце династии Мин и начале династии Цин последователи Шаолиньского монастыря провозгласили главной целью нации свергнуть правящую династию и восстановить Мин. Маньчжурский двор неоднократно устраивает карательные походы, но из-за превосходства боевого искусства шаолиньских последователей попытки подавить повстанцев заканчиваются неудачей.
Когда престол занимает Юнчжэн, восемь рыцарей Цзяннаня и Шаолинь втайне планируют убить нового императора. Юнчжэн в ярости отдаёт приказ военному ведомству уничтожить Шаолинь. Под шквальным огнём пушек шаолиньские монахи и ученики собираются в зале храма для совещаний. Старейшина Цы Юнь предлагает  три стратегии. Во-первых, пройти аллею с восемнадцатью бронзовыми воинами, распахнуть ворота храма, чтобы полным составом сражаться до последнего с цинскими войсками. Во-вторых, сбежать через тайную лазейки во внутреннем дворе, ведущей к заднему склону горы, пока настоятель будет держать камень, закрывающий вход в туннель. В-третьих, оставаться в храме, молиться Будде и просить о помощи.
Монахи считают, что аллея восемнадцати бронзовых людей не может быть пройдена из-за традиции основателя Дамо. И главный настоятель не хочет убирать камень, который способен поднять только он. Ученики, не желая сидеть спокойно, полны решимости победить «бронзовых людей», чтобы отомстить маньчжурским властям. Множество учеников погибает в аллее с препятствиями, и лишь семи из них удаётся пройти препятствие.
В Шаолине, поглощённом огнём, погибают двести человек. Учитель Цы Юнь обвиняет главного настоятеля в том, что тот крепко придерживается правила не убирать камни, открывающие путь в лазейку. Настоятель меняет своё решение, поднимает камень, чтобы позволить ученикам сбежать. Не в силах спастись, настоятель передаёт Шао Лоу свиток с восемнадцатью заповедями Будды.
В течение трёх лет сбежавшие скрываются от войск Цин, но при этом продолжают бороться с правящей династией. В конце концов двенадцати ученикам удаётся остаться в живых. Старший ученик Ю вместе с товарищами устраивает вторжение в запретный дворец, где происходит финальное противостояние. Тем временем женщина-рыцарь Люй Сынян прибывает на место, чтобы помочь сторонникам Шаолиня. Юнчжэн погибает от меча Сынян.

## Команда
| Исполнители ролей \| Актёр \| Персонаж \| \| ----------------- \| ------------------------------- \| \| Картер Вон[англ.] \| Шао Лоу, шаолиньский ученик \| \| Цзя Лин \| Люй Сынян[кит.] \| \| Чжан И[англ.] \| Ю, шаолиньский ученик \| \| Цзинь Ган \| шаолиньский ученик \| \| Тан Вэй \| шаолиньский ученик \| \| Вэй Цзыюнь[кит.] \| шаолиньский ученик, третий брат \| \| И Юань[кит.] \| император Юнчжэн \| \| Лу Пин \| генерал Янь \| \| Кэ Юминь \| настоятель \| \| Шао Лохуэй[кит.] \| Цы Юнь \| | Съёмочная группа - Продюсер: Сюзанна Го, Цзян Вэньсюн - Исполнительный продюсер: Джозеф Го - Режиссёр: Джозеф Го - Сценарист: Джозеф Го, Сюй Минцянь - Ассистент режиссёра: Цзян Нань, Цзинь Цзянь, Лю Янь - Постановщик боевых сцен: Чэнь Шаопэн - Режиссёр монтажа: Хуан Цюгуй - Художник-постановщик: Ли Фусюн - Гримёр: Чжан Бижун, Цю Сяофэнь - Дизайнер по костюмам: Чжан Яньмэй, Ту Сячжэнь - Оператор: Чжун Шэнь, Цай Чжансин, Хуан Тайань - Композитор: Фрэнки Чань |
| Актёр | Персонаж |
| Картер Вон | Шао Лоу, шаолиньский ученик |
| Цзя Лин | Люй Сынян |
| Чжан И | Ю, шаолиньский ученик |
| Цзинь Ган | шаолиньский ученик |
| Тан Вэй | шаолиньский ученик |
| Вэй Цзыюнь | шаолиньский ученик, третий брат |
| И Юань | император Юнчжэн |
| Лу Пин | генерал Янь |
| Кэ Юминь | настоятель |
| Шао Лохуэй | Цы Юнь |

## Оценки
«Пылающий храм» заработал средние оценки со стороны кинокритиков.

## Издания

### VCD
| Дата выпуска    | Страна  | Продолжительность | Издатель    | Формат | Язык     | Субтитры                             | Примечания           | Источник    |
| --------------- | ------- | ----------------- | ----------- | ------ | -------- | ------------------------------------ | -------------------- | ----------- |
| 12 октября 2001 | Гонконг | 88 минут          | Mei Ah (HK) | —      | путунхуа | английские, китайские (традиционные) | Двухдисковое издание | [ 2 ] [ 5 ] |

### DVD
| Дата выпуска     | Страна  | Продолжительность | Издатель            | Формат | Регион | Язык       | Субтитры                                                     | Примечания | Источник    |
| ---------------- | ------- | ----------------- | ------------------- | ------ | ------ | ---------- | ------------------------------------------------------------ | ---------- | ----------- |
| 12 октября 2001  | Гонконг | 88 минут          | Mei Ah (HK)         | NTSC   | все    | путунхуа   | английские, китайские (традиционные), китайские (упрощённые) |            | [ 2 ] [ 6 ] |
| 24 сентября 2002 | США     | 88 минут          | Crash Cinema Media  | NTSC   | 1      | английский | есть                                                         |            | [ 7 ]       |
| 24 апреля 2006   | США     | 88 минут          | Tai Seng Video (US) | NTSC   | 1      | путунхуа   | английские, китайские (традиционные), китайские (упрощённые) |            | [ 8 ] [ 9 ] |

Также имел место релиз на видеокассете формата VHS.